# Richelieu, le Cardinal de Velours
Pour les articles homonymes, voir Richelieu.
Richelieu, le Cardinal de Velours est un feuilleton télévisé français en six épisodes de 52 minutes, réalisé par Jean-Pierre Decourt sur un scénario de Jean-François Chiappe et Jean-Pierre Decourt d’après l’œuvre de Philippe Erlanger, et diffusé à partir du 13 octobre 1977 sur TF1.
Au Québec, elle a été diffusée à partir du 14 décembre 1977 à la Télévision de Radio-Canada sous le titre Richelieu.

## Distribution
- Pierre Vernier : Armand-Jean du Plessis de Richelieu
- Jacques Rosny : Louis XIII
- Marco Perrin : Henri IV
- Maria Wimmer (de) : Marie de Médicis
- Maryvonne Schiltz : Léonora Galigaï
- Jean-Pierre Bernard : Concino Concini
- Mireille Audibert : jolie dame de Paris
- Claude Brochart : Armand enfant
- Patrick Boiron : Alphonse (frère aîné d'Armand) enfant
- Alain Claessens : Alphonse adulte
- Yves Brainville : Monsieur Yon
- Bernard Lavalette : le duc d'Épernon
- Jean Leuvrais : le père Joseph
- Jean-Paul Moulinot : le pape Paul V
- Georges Descrières : le duc de Bellegarde
- Marie-Christine Demarest : Anne d'Autriche
- Claude Giraud : le cardinal de La Valette (fils du duc d'Épernon)
- Michel Bertay : Tisserand
- Jacques Berthier : le comte de Tréville (mousquetaire)
- René Clermont : Desbournais (valet de Richelieu)
- Anne Deleuze : Marie-Madeleine Combalet (nièce de Richelieu)
- Hans Caninenberg (de) (VF : Yves Brainville) : l'empereur Ferdinand II
- Jean Degrave : le maréchal de Marillac
- Bernard Charlan : Brulat de Léon
- Clément Thierry : Alincourt
- André Falcon : le chancellier de Marillac
- François Guizerix : Claude de Rouvroy de Saint-Simon
- Albert Michel : le bourgeois de Bruxelles
- Hubert Deschamps : le maréchal de la Force
- Henri Guégan : Ellissavide
- Siegfried Wischnewski (de) : Albrecht von Wallenstein
- Werner Kreindl (de) : le Feldmarschall von Ilow (ami de Wallenstein)
- Jan Hendriks : Walter Butler
- Alexander Kerst : Gallas
- Gerd Böckmann (de) : le duc de Buckingham
- Rico Lopez : un crocheteur
- Max Melchior : le prêtre
- Sarah Sterling : une laveuse
- Malte Thorsten (de) : le cardinal-infant Ferdinand d'Autriche
- Michel Beaune : François Sublet de Noyers
- Jean-Louis Broust : Cinq-Mars
- Ermanno Casanova : Bonhomme
- Guy Delorme : De Bar
- Pol Le Guen : Rochefort
- Jean Négroni : Jules Mazarin
- Yolande Folliot : Louise-Marie de Gonzague
- Guy Verda : Des Essarts
- Michel Gallois : le magistrat de Thou
- Claude Mann : le duc de Luynes
- Robert Party : le maréchal de Vitry
- Henri Marteau : Déageant (Claude Guichard Déageant)
- Alain Nobis : Charles de La Vieuville
- Odile Versois : Suzanne de La Porte, mère du cardinal

## Fiche technique
- Musique : Vladimir Cosma

## Épisodes
1. L'Envol du hobereau (1590-1616)
2. Un évêque en enfer (1616-1624)
3. L'Amour et la Rochelle (1624-1628)
4. L'Esclandre de la Saint Martin (1628-1630)
5. La Patrie en danger (1630-1638)
6. Les Caprices de la providence (1639-1642)